# Medal „Za Zasługi dla Polaków w Kazachstanie”
Medal „Za zasługi dla Polaków w Kazachstanie” – polskie odznaczenia niepaństwowe, nadawane obywatelom Rzeczypospolitej Polskiej, obywatelom państw obcych oraz organizacjom lub innym instytucjom w kraju i za granicą w uznaniu ich zasług dla Polaków w Kazachstanie.

## Zasady nadawania
Medal został ustanowiony w 2018 r. przez powstałą w 2014 r. organizację polonijną Centrum Kultury Polskiej „Więź” w Ałmaty w Kazachstanie.
Jest nadawany za:
- działania na rzecz zachowania tożsamości narodowej Polaków w Kazachstanie
- działania na rzecz budowania pozytywnego wizerunku Polski i Polaków w Kazachstanie
- działania na rzecz upamiętniania i przekazywania prawdy historycznej o martyrologii Narodu Polskiego, w szczególności o masowych deportacjach Polaków do Kazachstanu w latach 30. i 40. XX wieku

## Opis
Medal „Za zasługi dla Polaków w Kazachstanie” ma kształt krążka o średnicy 25 mm. Rewers przedstawia biegnące w dal tory kolejowe symbolizujące masowe deportacje Polaków do Kazachstańskiej SRR dokonywane przez system sowiecki w latach 30. i 40. XX wieku. W górnej części napis w półkolu CENTRUM KULTURY POLSKIEJ WIĘŹ W AŁMATY. Awers przedstawia deportowane do Kazachstanu polskie rodziny. W górnej części w półkolu napis: ZA ZASŁUGI DLA POLAKÓW W KAZACHSTANIE. Odznaczenie jest koloru złotego. Medal jest zamocowany na biało-czerwonej wstędze.

## Odznaczeni
Medal „Za zasługi dla Polaków w Kazachstanie” otrzymali m.in:
- Adam Kwiatkowski - Sekretarz Stanu w Kancelarii Prezydenta RP (2018)[4]
- Jarosław Stawiarski - Sekretarz Stanu w Ministerstwie Sportu i Turystyki (2018)[4]
- Andrzej Papierz - Podsekretarz Stanu w Ministerstwie Spraw Zagranicznych (2018)[4]
- Karol Nawrocki - dyrektor Muzeum II Wojny Światowej w Gdańsku (2018)[4]
- Kordian Borejko - prezes Związku Sybiraków (2018)[4]
- Ks. Leszek Kryża - dyrektor Zespołu Pomocy Polakom na Wschodzie przy Konferencji Episkopatu Polski (2018)[4]
- Leszek Urba - prezes Fundacji Energa (2018)
- Radosław Gruk - Konsul Generalny Rzeczypospolitej Polskiej w Ałmaty (2019)
- Stanisław Karczewski - Marszałek Senatu RP IX kadencji (2019)